# Zamarada minimaria
Zamarada minimaria là một loài bướm đêm trong họ Geometridae.